# Ramgarh (stato)
Lo Stato di Ramgarh fu uno stato principesco del subcontinente indiano, avente per capitale la città di Padma.

## Storia
Inizialmente le aree che divennero il principato di Ramgarh erano sotto il governo del raja di Chhota Nagpur. Attorno al XIV secolo il principe Ghatwar si ribellò ai sovrani Nagvanshi. Il re di Tamar attaccò Khukhragarh, la capitale di Nagvanshi, provocando l'intervento di Baghdeo Singh, re di Khayaragarh. Khayaragarh era la capitale dei domini della dinastia Khayaravala, vassalla della dinastia Gahadavala. Baghdeo fu creato fauzdar (governatore) di Karra Pargana. Baghdeo allora soppresse la ribellione, uccidendo il re di Tamar e suo figlio Karardeo, nonché il re di Karnpura e suo figlio. A quel punto Baghdeo Singh decise di consolidare il controllo sulle aree pacificate, dichiarandosi maharaja dei 24 parganas (distretti) locali.
Il maharaja Kamakhya Narain Singh (r. 1919–1947) fu l'ultimo regnante di Ramgarh Raj, e nel 1945 cedette il controllo del suo stato al governo indiano.

## Governanti
I governanti avevano il titolo di Maharaja.

### Maharaja
- Baghdeo Singh 1368–1402
- Kirat Singh 1402–1459
- Ram Singh I 1459–1537
- Madho Singh 1537–1554
- Jagat Singh 1554–1604
- Himmat Singh 1604–1661
- Ram Singh II 1661–1677
- Dalel Singh 1677–1724
- Bishan Singh 1724–1763
- Makand Singh 1763–1772
- Tej Singh Bahadur 1772–1774
- Paras Nath Singh Bahadur 1774–1784
- Mani Nath Singh Bahadur 1784–1811
- Sidh Nath Singh Bahadur 1811–1835
- Lakshmi Nath Singh Bahadur 1835–1841
- Shambhu Nath Singh Bahadur 1841–1862
- Ram Nath Singh Bahadur 1862-1866
- Trilok Nath Singh Bahadur 1866
- Nam Narain Singh Bahadur 1866–1899
- Ram Narain Singh Bahadur 1899–1913
- Lakshmi Narain Singh Bahadur 1913–1919
- Kamakhya Narain Singh Bahadur 1919–1953 (+1970)